# بانجين
بانجين (بالصينية: 盘锦) مدينة على مستوى المحافظة تابعة إلى مقاطعة لياونينغ في الصين، وتعد مركز هام لإنتاج النفط، تقع المدينة شمال بحر بوهاي، تبلغ مساحة المدينة 4071 كم2، ويعيش فيها 1.39 مليون نسمة، على مقربة من المدينة يقع الشاطئ الأحمر.

## المناخ
يظهر الجدول التالي التغييرات المناخية على مدار السنة لبانجين:
| البيانات المناخية لـبانجين        | البيانات المناخية لـبانجين | البيانات المناخية لـبانجين | البيانات المناخية لـبانجين | البيانات المناخية لـبانجين | البيانات المناخية لـبانجين | البيانات المناخية لـبانجين | البيانات المناخية لـبانجين | البيانات المناخية لـبانجين | البيانات المناخية لـبانجين | البيانات المناخية لـبانجين | البيانات المناخية لـبانجين | البيانات المناخية لـبانجين | البيانات المناخية لـبانجين |
| الشهر                             | يناير                      | فبراير                     | مارس                       | أبريل                      | مايو                       | يونيو                      | يوليو                      | أغسطس                      | سبتمبر                     | أكتوبر                     | نوفمبر                     | ديسمبر                     | المعدل السنوي              |
| --------------------------------- | -------------------------- | -------------------------- | -------------------------- | -------------------------- | -------------------------- | -------------------------- | -------------------------- | -------------------------- | -------------------------- | -------------------------- | -------------------------- | -------------------------- | -------------------------- |
| متوسط درجة الحرارة الكبرى °م (°ف) | −3.6 (25.5)                | −0.6 (30.9)                | 6.5 (43.7)                 | 15.5 (59.9)                | 22.6 (72.7)                | 26.6 (79.9)                | 28.9 (84.0)                | 28.5 (83.3)                | 24.0 (75.2)                | 16.6 (61.9)                | 6.8 (44.2)                 | −0.7 (30.7)                | 14.3 (57.7)                |
| متوسط درجة الحرارة الصغرى °م (°ف) | −14.7 (5.5)                | −11.6 (11.1)               | −3.9 (25.0)                | 4.4 (39.9)                 | 11.8 (53.2)                | 17.2 (63.0)                | 21.1 (70.0)                | 20.1 (68.2)                | 13.1 (55.6)                | 5.4 (41.7)                 | −3.4 (25.9)                | −11.0 (12.2)               | 4.0 (39.2)                 |
| الهطول مم (إنش)                   | 5 (0.2)                    | 6 (0.2)                    | 11 (0.4)                   | 33 (1.3)                   | 48 (1.9)                   | 76 (3.0)                   | 172 (6.8)                  | 145 (5.7)                  | 71 (2.8)                   | 36 (1.4)                   | 15 (0.6)                   | 6 (0.2)                    | 624 (24.5)                 |
| المصدر:                           |                            |                            |                            |                            |                            |                            |                            |                            |                            |                            |                            |                            |                            |

## توأمة
لبانجين اتفاقيات توأمة مع كل من:
- تيخوانا
- Orosháza [الإنجليزية]‏

## أعلام
- هان ديجون
- ليو زهين
- زهانغ يونغ هاي
- غو يو